# Nareul itji mar-a-yo
Nareul itji mar-a-yo (나를 잊지 말아요?), noto anche con i titoli internazionali Don't Forget Me e Remember You, è un film del 2016 scritto e diretto da Yoon-jung Lee.

## Trama
Yeon Seon-wok non ha alcun ricordo di sé stesso, tanto da presentarsi a una stazione di polizia a denunciare il proprio "smarrimento". L'unico legame con il suo passato sembra essere Kim Jin-young, una donna che dopo averlo visto si mette improvvisamente a piangere.